# Gnathothlibus sapor
Gnathothlibus sapor är en fjärilsart som beskrevs av Koch 1871. Gnathothlibus sapor ingår i släktet Gnathothlibus och familjen svärmare. Inga underarter finns listade i Catalogue of Life.